# 任恩頃
任恩頃（1983年7月7日—），韓國女演員。1999年1月在TTL广告中以神秘少女的形象出道，之后在多部電影、電視劇中擔任角色。

## 早年
任恩顷是家里的独生女，父母都是听觉障碍残疾人，父亲是先天性的，母亲是幼时发烧失去了听力。任恩顷能够熟练地使用韩国手語。后来在2006年出版的《鲫鱼饼干之梦》（붕어빵의 꿈）以童话形式讲述了她的家庭与童年，以及成为艺人后的故事。
任恩顷曾先后在首尔善邻初等学校（서울선린초등학교）、遁村中学校（둔촌중학교）、大元女子高等学校（대원여자고등학교）和中央大学就读。

## 事业

### 模特
1999年，当时还是高中学生的任恩顷成为SK电讯的模特，并拍摄了TTL的一些列广告，TTL是SK电讯针对20多岁青年人的服务子品牌，任恩顷在广告中神秘而单纯的形象让她收获了关注和人气，而她则以“TTL女孩”的形象广为人知。

### 演员
林恩京出演的第一部影视作品是2002年由张善宇执导的大预算科幻大片《卖火柴女孩的再临》。但该影片的评论褒贬不一，而且票房成绩不佳。
同年的晚些时候，她出演的1980年代背景的青少年喜剧电影《品行不良》则在商业上取得了极大的成功。林恩京在片中扮演柳承範的恋人，一个书呆子般的高中女孩，她在片中的表现收获一片好评。她凭借这一个角色获得了大韩民国电影大奖2003年度最佳新人女演员奖。 
2003年，林恩京在电视系列喜剧《保镖向前冲》中出演了女主角娜英。2004年，林恩京重返大银幕，在恐怖电影《人形师》中饰演一个由被遗弃的人偶变成的小女孩米娜，在另一部恐怖电影《时失里2km》中饰演被村民撞死后化成女鬼复仇的韩松易，在浪漫喜剧《女高中生结婚记》中饰演高中女生安平江。这三部电影都没有取得很好的票房。
2006年，在出演情景喜剧《彩虹羅曼史》以及中国电视剧《情爱保险》之后，暂停了演艺工作。2015年，阔别银幕11年的林恩京在电影《治外法权》中饰演一位为解救妹妹而与邪教组织斗争的姐姐。

## 影视作品

### 电影
| 年份 | 名称             | 韩语名               | 角色       |
| ---- | ---------------- | -------------------- | ---------- |
| 2002 | 卖火柴女孩的再临 | 성냥팔이 소녀의 재림 | 卖火柴女孩 |
| 2002 | 品行不良         | 품행제로             | 崔敏喜     |
| 2004 | 人形师           | 인형사               | 米娜       |
| 2004 | 时失里2km        | 시실리 2 km          | 韩松易     |
| 2004 | 女高中生结婚记   | 여고생 시집가기      | 安平江     |
| 2015 | 治外法权         | 치외법권             | 张恩静     |

### 电视剧
| Year | 名称               | 韩语            | 角色   | 电视台/出品方 |
| ---- | ------------------ | --------------- | ------ | ------------- |
| 2003 | 保镖向前冲         | 보디가드        | 娜英   | KBS2          |
| 2005 | 彩虹羅曼史         | 레인보우 로망스 | 金恩敬 | MBC           |
| 2006 | 睡龙神探之情爱保险 |                 | 童心愿 | 浙江华策影视  |

## 综艺节目
| 电视台      | 节目名称                       | 韩语名称     | 日期                       |
| ----------- | ------------------------------ | ------------ | -------------------------- |
| MBC         | 来玩吧                         |              | 2004年7月24日              |
| MBC         | 感叹号 - 唤醒眼睛！            | - 눈을 떠요! | 2005年                     |
| tvN         | 那时节 辑10 - 欢迎来到偏僻山村 |              | 2014年8月13日-2014年9月3日 |
| KBS2        | 歡樂在一起                     |              | 2015年8月27日              |
| MBC         | 神秘音樂秀：蒙面歌王 EP113     |              | 2017年5月28日              |
| 每日经济TV  | What Women Want                |              | 2018年                     |
| MBC Every 1 | Video Star                     |              | 2019年7月9日               |